# 公共藝術

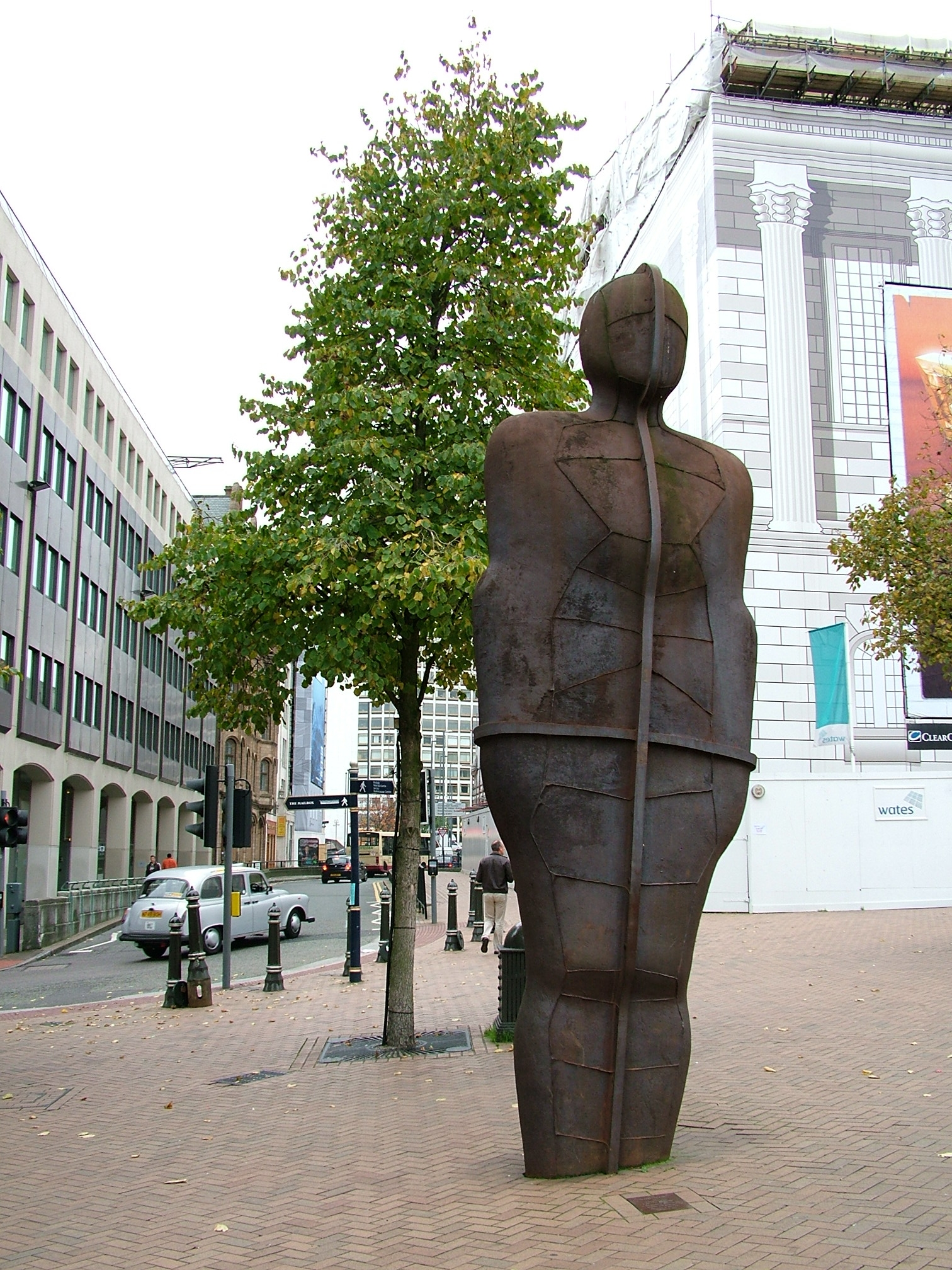
位於英國伯明罕的一個公共藝術作品Iron Man。作者是雕塑家安東尼·高莫利（Anthony Gormley）

公共藝術（英語：Public art）是指放在公共空間、面向公众开放的藝術作品。
公共艺术有三个公认的基本属性和要素：公共性、艺术性、在地性。这也是公共艺术和其他艺术门类区分的标准。
公共艺术形式多样，最早至少可以追溯到古罗马时期广场上的公共雕塑。至今雕塑也是公共艺术的重要形式，例如人行道上的銅像，广场或公园的紀念碑。公共藝術也可包括公共空間裡的各種藝術表現，例如建築物；或是可以使用的物品與設施，如桌椅和路燈。台灣常見的公共藝術多設置於大眾交通設施站內（如捷運站、火車站、高鐵站等），或大型建築附近。
公共艺术是近年来蓬勃发展的新兴学科。随着社会经济水平和人民物质生活的提高、城市化进程的深入，城市公共空间的艺术情趣和社会功能越来越受到重视，这是近代公共艺术得以蓬勃发展的源动力之一；另一个原因是当代艺术的民主化运动，使得艺术品从博物馆中走出来，走到公共空间，走向公众生活。
公共空间虽是公众共有，但多由政府管控，因此公共艺术创作需要考虑当地政策规章，有时需要与政府机构沟通合作。

## 研究机构
在中国的学科领域，公共艺术是从环境艺术中演化出来的一个分支；高校中走在前列的有清华大学美术学院、中国美术学院、上海美术学院、四川美术学院等。
美国办有《公共艺术评论》（Public Art Review）杂志，是全球公共艺术信息的重要来源。上海美术学院办有《公共艺术》杂志。

### 台灣
政府機關於1992年制定之《文化藝術獎助條例》針對公有建築明文規定應設置公共藝術，而修訂《文化藝術獎助及促進條例》及《文化藝術獎助條例施行細則》。公共藝術興辦機關執行以及審議機關審議之依據，則於1998年發佈實施的《公共藝術設置辦法》，該辦法規定公共藝術提案送審方式、公共藝術審議會組織與職掌、甄選、鑑價、議價、驗收、經費以及管理維護等，2022年也配合母法修訂進行修法。另外，公共藝術法規在2021年至2022年進行了大幅度的修改。
文化部於1990年代起持續推廣公共藝術，2007年起開設公共藝術獎，另外2008年將法令修正為「辦理公共藝術計畫」，除了獎項比賽外，讓公共藝術能夠融入日常生活空間，相關計畫及作品可參閱網站。

## 各地公共藝術
- 「天國的階梯」—紐西蘭基督城
- 「Puppy」—西班牙畢爾包古根漢美術館
- 「卡夫卡頭像雕塑」（Statue of Kafka）—捷克布拉格
- 「雲門」（Cloud Gate）—美國芝加哥
- 「南瓜」（Pumpkin）—日本直島
- 「母親」（Maman）—英國倫敦
- 「七彩巨石陣」 （Seven Magic Mountains）—美國拉斯維加斯
- 「大地之子」—中國戈壁瓜州
- 「LOVE」 —美國費城
- 「缺席」（In Absences）—澳洲墨爾本[8]

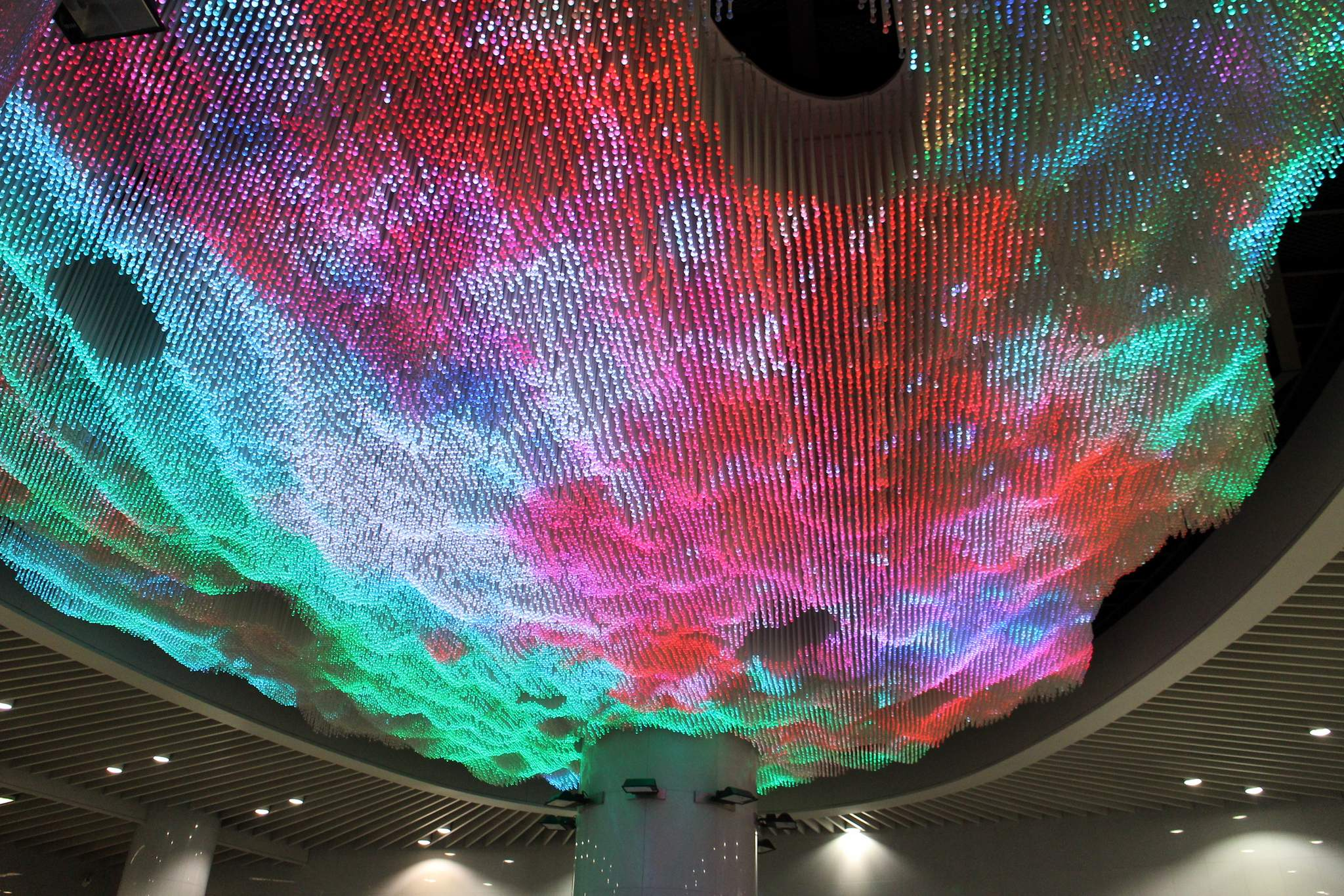
松山車站<河流彎曲之處 域見繁花光穹>
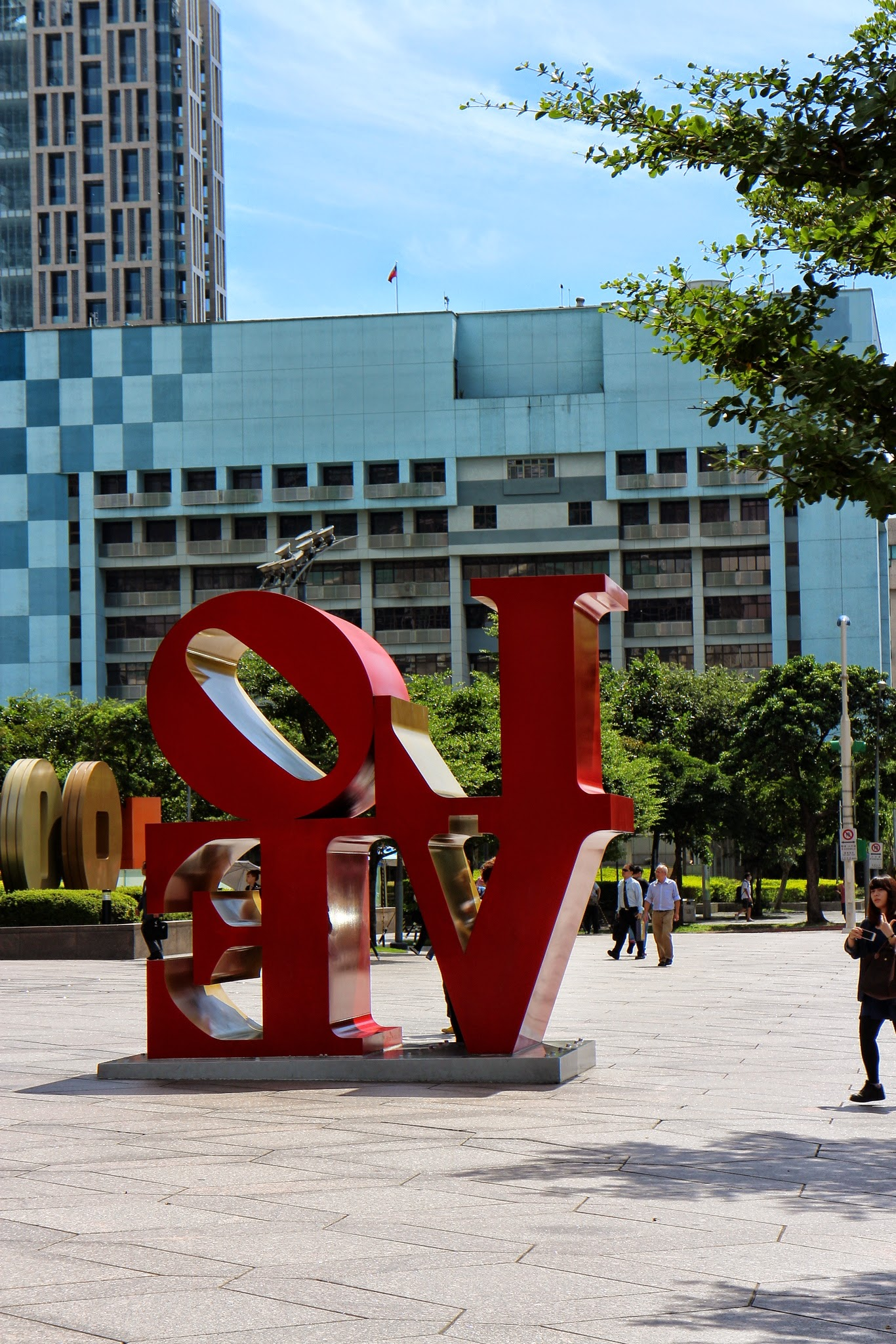
LOVE公共藝術作品於台北101

## 外部連結
- A world wide public art project （页面存档备份，存于）
- Urban Art Projects （页面存档备份，存于）
- 臺灣文化部公共藝術官方網站 （页面存档备份，存于）
- 香港公共藝術網站 （页面存档备份，存于）
- 藝術推廣辦事處公共藝術資料庫 （页面存档备份，存于）